# Чо Донгон
Чо Донгон (조동건; 16 апреля 1986, Республика Корея) — корейский футболист, нападающий клуба «Саган Тосу» и сборной Республики Корея.

## Карьера
Начинал играть в футбол в команде Университета Конкук.
В 2008 году подписал первый профессиональный контракт с клубом К-Лиги «Соннам Ильхва», провёл в его составе 4 сезона, стал полуфиналистом клубного чемпионата мира-2010. В 2012 году перешёл в «Сувон Самсунг Блюуингз», в его составе провёл 2,5 года.
С июля 2014 года выступает за армейский клуб «Санджу Санму».
За сборную Республики Корея впервые сыграл 12 августа 2009 года в матче против Парагвая. Снова вызван в сборную после четырёхлетнего перерыва, в 2013 году, и сыграл ещё два матча.

## Достижения
- Победитель Лиги чемпионов АФК: 2010
- Обладатель Кубка Южной Кореи: 2011